# سیارک ۷۴۵۳
سیارک ۷۴۵۳ (به انگلیسی: 7453 Slovtsov، نامگذاری:1978RV1) هفت هزار و چهارصد و پنجاه و سومین سیارک کشف شده‌است که در ۵ سپتامبر ۱۹۷۸ کشف شد.
قدر مطلق سیارک برابر ۱۴٫۷۰ است.